# Fittipaldi EF7
El Fittipaldi EF7 era un automóvil deportivo brasileño con motor central de Fittipaldi Motors LLC, diseñado en colaboración con Pininfarina y HWA. Lanzado originalmente como un concept car Vision Gran Turismo para el videojuego de carreras Gran Turismo Sport, el ex campeón de Fórmula 1 e IndyCar y fundador de la compañía, Emerson Fittipaldi, anunció que se fabricaría y lanzaría una versión de producción solo para pista en la primavera de 2018 como el EF7 GTR, sin embargo, el plan no se materializó cuando la empresa quedó inactiva en marzo de 2019.

## Historia
El EF7 fue el primer automóvil con la insignia de Fittipaldi desde el automóvil de Fórmula 1 Fittipaldi F8 en 1982, y fue creado originalmente para ser parte del programa de automóviles conceptuales Vision Gran Turismo. Fue diseñado por Fabio Filippini y dirigido por Paolo Pininfarina. Según Emerson Fittipaldi, el diseño fue creado para representar libremente un tiburón y el proceso tomó seis meses. El automóvil también se inspiró en el viento y en cómo viaja. El modelo de producción habría presentado diferencias con el modelo conceptual si se hubiera producido.
Sólo se planeó fabricar 39 unidades reales como autos deportivos de pista. El número de producción '39' se origina en las 39 victorias en Fórmula 1 e IndyCar que Fittipaldi logró a lo largo de su carrera en el automovilismo de monoplazas . Se pretendía que cada cliente recibiera entrenamiento personal de carreras por parte del propio Emerson Fittipaldi.
El propósito del automóvil era tener un diseño de alta potencia, bajo peso y alta carga aerodinámica; características que Emerson Fittipaldi quería tener en un automóvil. Su objetivo más importante para el EF7 era permitir a sus clientes disfrutar de la mejor experiencia y disfrute de la conducción.

## Especificaciones
El EF7 contiene un V8 de 4,8 litros de aspiración natural lubricado por cárter seco. Se espera que tenga 600 caballos de fuerza (447 kW; 608 CV) o más. Esto todavía está por decidirse sobre el coche final. Emerson Fittipaldi dice que el torque, que es de 320 lb⋅ft (434 N⋅m), ayudará a un lanzamiento más rápido, gracias a las bajas RPM del torque. Esto debería ser útil para carreras de menos de 3 segundos de 0 a 60 mph (0 a 97 km/h). Los vapores del motor salen de un escape de ocho tubos que se reúnen en un solo escape. El motor también tendrá una línea roja de 9000 rpm. Toda esta potencia será enviada por una transmisión semiautomática de 6 velocidades.
Se dice que el peso del coche es de 1.000 kg (2.205 lb). También se dice que la distribución del peso es de 52 en la parte delantera y 48 en la parte trasera. Esto fue posible gracias a una construcción de fibra de carbono tanto para el monocasco como para los paneles de la carrocería.
Se planeó que la suspensión del automóvil fuera construida por HWA AG, quien debía construir parte del automóvil.